# Flor Alpaerts
Flor Alpaerts (* 12. September 1876 in Antwerpen; † 5. Oktober 1954 ebenda) war ein belgischer Dirigent und Komponist.

## Leben
Alpaerts studierte bis 1901 an der Vlaamse Muziekschool in Antwerpen (dem späteren Vlaamse Conservatorium), unter anderem Harmonielehre und Komposition bei Jan Blockx. 1903 erhielt er dort eine Dozentur für Allgemeine Musiklehre. Zwischen 1919 und 1951 dirigierte er die von der „Koninklijke Maatschappij voor Dierkunde“ Antwerpen organisierten Konzerte, wurde künstlerischer Leiter des „Fonds Peter Benoit“ und dirigierte außerdem den Chor „Arti Vocali“. Als Dirigent wirkte er nicht nur in Belgien, sondern auch im europäischen Ausland, und leistete dabei einen wichtigen Beitrag zur Verbreitung der Musik seiner flämischen Heimat.
In der Spielzeit 1922/1923 leitete er (gemeinsam mit Arthur Steurbaut) die Königliche Flämische Oper von Antwerpen. Von 1934 bis 1941 war Alpaerts Direktor des Vlaamse Conservatorium.
1946 wurde er korrespondierendes und 1954 ordentliches Mitglied der Königlichen Akademie der Wissenschaften und Schönen Künste von Belgien.
Die Website belgischer Obödienzen benennt ihn als bekannten Freimaurer.

## Werk
Die Musik Alpaerts’ ist teilweise impressionistisch gefärbt, nutzt dann aber auch Mittel des Expressionismus, um sich im Spätwerk dem Neoklassizismus zuzuwenden.
Zu den bekannteren Werken Alpaerts’ zählt die durch 4 Bilder des belgischen Malers Ensor inspirierte James-Ensor-Suite (1931). In seinem Werkverzeichnis finden sich außerdem Sinfonische Dichtungen (etwa Pallieter, 1921), ein Violinkonzert, ein Poème für Flöte und Orchester, Bühnenmusiken, eine Oper (Shylock, 1913), Kammermusik (darunter 4 Streichquartette), Klavier- und Vokalwerke.